# Pilar Heredia Iglesias
Pilar Heredia Iglesias (Fuensalida, Toledo, 11 de octubre de 1964) es la primera mujer de etnia gitana que ocupó un cargo institucional en el gobierno de España, fundadora y presidenta de la Asociación de Mujeres Yerbabuena y directora de La Casa Gitana de Madrid.

## Biografía
Fue a la escuela hasta los 9 años gracias a su abuela. Se casó a los 21 años. Autodidacta y curiosa, a los 38 años trabajaba en la hostelería y aspiraba a ser referente para su pueblo y tener una carrera universitaria para poder defender al pueblo gitano y conseguir una mayor participación de las mujeres romanís en la sociedad.
En marzo de 2002 fundó la Asociación de Mujeres Yerbabuena en Getafe.
En las elecciones autonómicas de 2003, formó parte de la lista del PSOE a la Asamblea de Madrid. Más tarde ingresó en UPyD dándose de baja en 2009.
En 2006 fue nombrada responsable de Minorías Étnicas en la dirección del Instituto de la Mujer, siendo la primera gitana en ocupar un cargo en el gobierno español.
En julio de 2011 fue designada consejera delegada de Asuntos Sociales y Familia, en el ayuntamiento de Getafe.
Dirige La Casa Gitana de Madrid, impulsada desde el Ayuntamiento de Madrid con la participación de diferentes agentes sociales y entidades para llegar a toda la ciudadanía.

## Vida personal
Está casada y tiene cuatro hijos. Su marido ha sido su mayor apoyo en cualquier empresa que se ha propuesto. Uno de sus hijos fue el primer joven gitano de la Comunidad de Madrid que cursó estudios superiores. Heredia ha sido su referente principal para querer seguir formándose. A su padre, José Heredia, conocido como el Tío Carlos, el Ayuntamiento de Getafe le dedicó una plaza y un busto por su labor integradora entre el pueblo payo y gitano.

## Premios y reconocimientos
- 2009 Homenaje de la Comunidad de Madrid por su lucha para conseguir la igualdad real entre hombres y mujeres.[2]
- 2009 Reconocimiento de la Jefatura de Madrid de la Policía Nacional por su labor conciliadora entre la Policía y el pueblo gitano.[9]